# Anisopodus scriptipennis
Anisopodus scriptipennis är en skalbaggsart som beskrevs av Bates 1872. Anisopodus scriptipennis ingår i släktet Anisopodus och familjen långhorningar.
Artens utbredningsområde är:
- Costa Rica.
- Guatemala.
- Honduras.
- Nicaragua.
- Panama.

Inga underarter finns listade i Catalogue of Life.